# MTV 포미닛
MTV 포미닛은 MTV 코리아의 방송 프로그램이다. 2009년 8월 15일에 첫 방송을 하였고, 같은 해에 종영하였다.